# ケプラー方程式
ケプラー方程式(ケプラーほうていしき)とは、ケプラー問題において離心近点離角 E と平均近点離角 M の関係を記述する次の超越方程式のことである。
{\displaystyle M=E-e\sin E.}
この方程式を所与の離心率 {\displaystyle e} のもとで解き離心近点離角 E を平均近点離角 M の関数として求めることで惑星の軌道上の位置を決定することができる。

## 歴史

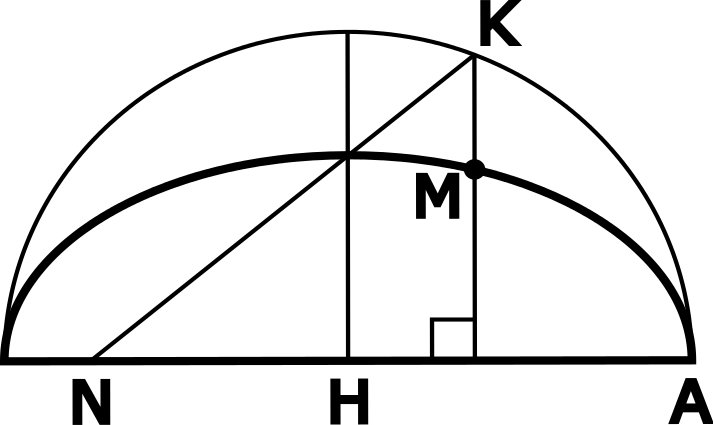
点 M は惑星の位置、点 N は太陽の位置(惑星の楕円軌道の焦点の1つに相当)、点 A は遠日点をそれぞれ表す。

ケプラーは、1609年に発表した著書「新天文学」の中で、現在ケプラーの法則として知られるもののうち、
第1法則(惑星は太陽を1つの焦点とする楕円軌道を描く)と第2法則(面積速度一定の法則)について述べた。
ただ、ケプラーの時代には微積分学がなかったため、その数学的な表現は幾何学的なものである。
ケプラーによる表現では、
{\displaystyle t\propto } 三角形  KHN +  扇形  KHA  {\displaystyle ={\frac {1}{2}}(E-e\sin E),}
が使われており、これが現在ケプラーの第1、第2法則と呼ばれているものを集約的に表現している
(ケプラーは言葉で表現しており数式を使ってはいないが、数式で表現するとこのようになる)
。
ここで  t  は時刻、{\displaystyle e} は離心率、 E  は離心近点離角を表す。また、軌道長半径 {\displaystyle a} を1とする単位を用いている。後に、この式をオイラーは別の表現に書きかえた。
オイラーは公転周期  T  を用いて、等価な式
{\displaystyle {\frac {t}{T}}={\frac {E-e\sin E}{2\pi }},}
あるいは、平均角速度 {\displaystyle n:=2\pi /T}、平均近点離角 {\displaystyle M:=nt} を使い、
{\displaystyle M=E-e\sin E,}
を用いた。
通常は、この形の方程式を ケプラー方程式 と呼んでいる。
現代では運動方程式を数値的に解くことでも各時刻の惑星の位置を決定できるが、ケプラーの時代はそのような手法はなかったので
(もちろん、万有引力の法則も発見されていない)、
まず、惑星の楕円の軌道の形を定め(つまり、楕円の極座標表示 {\displaystyle r=l/(1+e\cos \theta )} 
の {\displaystyle e} と l  を定める)、次にケプラーの方程式を解くことで、各時刻の惑星の位置を決定しなければ
ならなかった。つまり、
 M  と {\displaystyle e} が与えられたとき、 E  がそれらの関数としてどのように書けるかという問題
を解かなければならない。しかし、この方程式は超越方程式であるので厳密解を求めるには工夫がいる。

## 解法
ここではケプラー方程式
{\displaystyle M=E-e\sin E,}
の解法について述べる。
厳密解を求める方法として2つが知られている。1つは、ラグランジュの定理を用いる方法、もう1つはベッセル関数を用いる方法である。

### ラグランジュの定理による方法
以下の命題が、陰関数のラグランジュの定理である。
{\displaystyle f(z)=f(a)+\sum _{n=1}^{\infty }{\frac {\zeta ^{n}}{n!}}{\frac {\partial ^{n-1}}{\partial a^{n-1}}}(g^{n}(a)f'(a)),}
ラグランジュの定理は、逆関数や陰関数を冪級数で求める際に使われる。ケプラー方程式の場合、{\displaystyle f(E)=E,\,g(M)=\sin M,\,\zeta =e,\,a=M}として、この定理を適用すると、
{\displaystyle E=M+e\sin M+{\frac {e^{2}}{2}}\sin 2M+\cdots ,}
が得られる。{\displaystyle e} が小さいときに適用可能である。

### ベッセル関数による展開の方法
もう1つの方法は、ベッセル関数による展開の方法である。この方法は {\displaystyle e} が大きい場合でも適用可能である。
ケプラーの方程式は、以下の並進で不変であるという特徴を持っている
。
{\displaystyle (M,E)\rightarrow (M+2\pi ,E+2\pi ).}
また、{\displaystyle E=M+e\sin E} であるから、これを逐次代入すると
{\displaystyle {\begin{aligned}e\sin E&=e\sin(M+e\sin E)\\&=e\sin(M+e\sin(M+e\sin E))\\&=\cdots ,\end{aligned}}}
により、{\displaystyle e\sin E} は {\displaystyle M} の周期関数で、かつ {\displaystyle M} の奇関数であることがわかる
。
したがって、{\displaystyle e\sin E} を {\displaystyle M} によって以下のようにフーリエ展開できる。
{\displaystyle e\sin E=\sum _{n=1}^{\infty }A_{n}\sin nM.}
フーリエ係数 {\displaystyle A_{n}} はフーリエ展開の一般論により、
{\displaystyle A_{n}={\frac {2}{\pi }}\int _{0}^{\pi }dMe\sin E\sin nM,}
で与えられる。上式の右辺は
{\displaystyle -{\frac {2}{n\pi }}\int dMe\sin E{\frac {d}{dM}}\cos nM,}
と変形できるから、部分積分して
{\displaystyle -{\frac {2}{n\pi }}{\Big [}e\sin E\cos nM{\Big ]}_{M=0}^{M=\pi }+{\frac {2}{n\pi }}\int _{0}^{\pi }dM{\frac {ed\sin E}{dM}}\cdot \cos nM}
である。第1項の表面項は消えることと、第2項に元のケプラーの方程式を代入して、
{\displaystyle {\frac {2}{n\pi }}\left(\int _{0}^{\pi }dE\cos nM-\int _{0}^{\pi }dM\cos nM\right),}
を得る。上式の第2項はコサイン関数の周期性により消える。
第1項に元のケプラーの方程式を代入すると
{\displaystyle {\frac {2}{n\pi }}\int _{0}^{\pi }dE\cos n(E-e\sin E),}
を得る。ここで、 n  次のベッセル関数の積分表示の1つ
{\displaystyle J_{n}(z)={\frac {1}{\pi }}\int _{0}^{\pi }d\theta \cos(z\sin \theta -n\theta ),}
を用いると、{\displaystyle 2J_{n}(ne)/n} に等しいことがわかるので、結局、
{\displaystyle E=M+\sum _{n=1}^{\infty }{\frac {2}{n}}J_{n}(ne)\sin nM,}
が厳密解であることがわかる。
別ルートによって同じ結果にたどり着くことも可能である。ケプラーの方程式を微分して、
{\displaystyle {\begin{aligned}{\frac {dE}{dM}}&={\frac {1}{1-e\cos E}}=1+\sum _{n=1}^{\infty }a_{n}\cos nM,\\a_{n}&:={\frac {1}{\pi }}\int _{0}^{2\pi }dM{\frac {\cos nM}{1-e\cos E}}={\frac {1}{\pi }}\int _{0}^{2\pi }dE\cos n(E-e\sin E)=2J_{n}(ne).\end{aligned}}}
ただし、最初の式の2番目の等号では、 E  も  M  も周期関数(周期 {\displaystyle 2\pi })であることを用いて
フーリエ展開した。よって、積分すると、
{\displaystyle E=M+\sum _{n=1}^{\infty }{\frac {2}{n}}J_{n}(ne)\sin nM,}
となって、同じ結果が得られた。

## 注
1. ↑  ケプラー予想のことではなく、惑星の軌道を求める問題